# Giorgio Gullini
Giorgio Gullini (Roma, 13 agosto 1923 – Padova, 13 ottobre 2004) è stato un archeologo italiano.

## Studi e attività accademica
Laureatosi presso l'Università di Roma nel 1944, fu prima ispettore e poi direttore dell'Amministrazione delle antichità e belle arti, tra il 1952 e il 1956, e poi professore ordinario di Archeologia e storia dell'arte greca e romana presso l'Università di Torino (Università degli Studi di Torino), dove insegnò fino al 1998.
Presso l'Ateneo torinese è stato direttore prima dell'Istituto di archeologia (1958-1981) e poi del dipartimento, da lui fondato, di Scienze antropologiche, archeologiche e storico-territoriali (SAAST).
È stato inoltre preside della Facoltà di Lettere e Filosofia dell'Università di Torino (1962-1972), presidente del Comitato per i beni archeologici del Consiglio nazionale per i beni culturali (1976-1986), membro del Consiglio universitario nazionale (1979-1986).

## Missioni di scavo e ricerca
Tra il 1955 e il 1961 partecipò a numerose missioni archeologiche in Pakistan, Afghanistan e Iran, per poi promuovere, nel 1963, la costituzione del Centro ricerche archeologiche e scavi per il Medio Oriente e l'Asia di Torino, di cui fu direttore scientifico e poi presidente fino alla scomparsa. Ha potuto così dirigere le ricerche della Scuola archeologica torinese in Tunisia, Libano, Giordania, Siria, Iraq, Iran, Asia centrale, e, per l'Italia, a Locri e Selinunte.
È stato inoltre fondatore, nel 1966, della rivista scientifica Mesopotamia e, nel 1969, dell'Istituto italo-iracheno di scienze archeologiche.
Ha diretto a partire dal 1978 il primo Progetto Finalizzato del Consiglio Nazionale delle Ricerche, dal titolo Scienze per il Patrimonio Culturale e ha contribuito all'organizzazione dell'Istituto di Tecnologie applicate ai beni culturali dello stesso CNR.
È stato socio dell'Accademia delle Scienze di Torino e socio corrispondente dell'Accademia dei Lincei.